# اوون لیک (اوهایو)
اوون لیک(به انگلیسی: Avon Lake) شهری در ایالت اوهایو کشور ایالات متحده آمریکا است که جمعیت آن در سرشماری سال ۲۰۱۰ میلادی، ۲۲٬۵۸۱ نفر بوده‌است.